# Poland Lake
Poland Lake – jezioro znajdujące się w kanadyjskiej prowincji Kolumbia Brytyjska, w parku rekreacyjnym E. C. Manning Provincial Park, około 160 km na wschód od Vancouver. Osiąga maksymalną głębokość ok. 14 m, otoczone jest lasami iglastymi i górami. W zimie całkowicie zamarza (pierwsze lody pojawiają się zwykle na przełomie listopada i grudnia, lody puszczają na początku lipca). 
Dookoła jeziora prowadzi pieszy (można także jeździć na rowerze lub konno) średnio trudny szlak turystyczny (o długości 16 km na ok. 5-6 godz. marszu i różnicy wzniesień 435 m). Na początku szlaku (jeżeli drogę zaczynamy z od strony Memaloose), przy jeziorze znajduje się miejsce na kemping, a w okolicach jego połowy prymitywna ubikacja typu sławojka.
Jezioro przyciąga też wędkarzy: sezon wędkarski trwa od kwietnia do grudnia.